# Saint-Santin
Pour les articles homonymes, voir Saint-Santin (homonymie).
Saint-Santin est une commune française, située dans le département de l'Aveyron en région Occitanie. Le bourg de la commune de Saint-Santin présente la particularité d'être juxtaposé au bourg homonyme de Saint-Santin-de-Maurs, situé dans le département du Cantal.

## Géographie

### Localisation
La commune de Saint-Santin est située aux confins du Rouergue, de l'Auvergne et du Quercy, à l'écart des grands axes de circulation. Elle est relativement étendue, pour une densité de population assez faible. Le sol est sédimentaire, formé par l'altération d'un plateau calcaire fracturé entre les vallées du Célé au Nord et du Lot au Sud.
La commune contient deux villages, Saint-Santin à l'Ouest et Saint-Julien de Piganiol à l'Est. Le bourg de Saint-Santin présente la particularité d'être juxtaposé à celui homonyme de Saint-Santin-de-Maurs situé dans le département voisin du Cantal.
Le chef-lieu de canton dont dépend Saint-Santin est Decazeville, à 12 km au Sud, mais celui de Maurs, dans le Cantal, n'est qu'à 9 km au Nord, et la gare SNCF la plus proche est à 6 km, à Bagnac-sur-Célé, dans le département du Lot. En fait, le village fonctionne ainsi, comme la juxtaposition de 2 communes distinctes, situées dans 2 départements différents, l'une en région Occitanie, l'autre en région Auvergne-Rhône-Alpes, avec des zones de vacances scolaires différentes. On reconnaît ainsi le village à son approche, dominé par les 2 églises, une pour chaque commune, situées à 20 mètres l'une de l'autre. On trouve également 2 écoles. Toutefois, le monument aux morts réunit les Aveyronnais et les Cantaliens morts pour la patrie, mais chacun sur une face de la stèle.

### Communes limitrophes
Les communes limitrophes sont  Conques-en-Rouergue, Flagnac, Livinhac-le-Haut, Montmurat, Puycapel, Saint-Constant-Fournoulès, Saint-Parthem et Saint-Santin-de-Maurs.

### Hydrographie

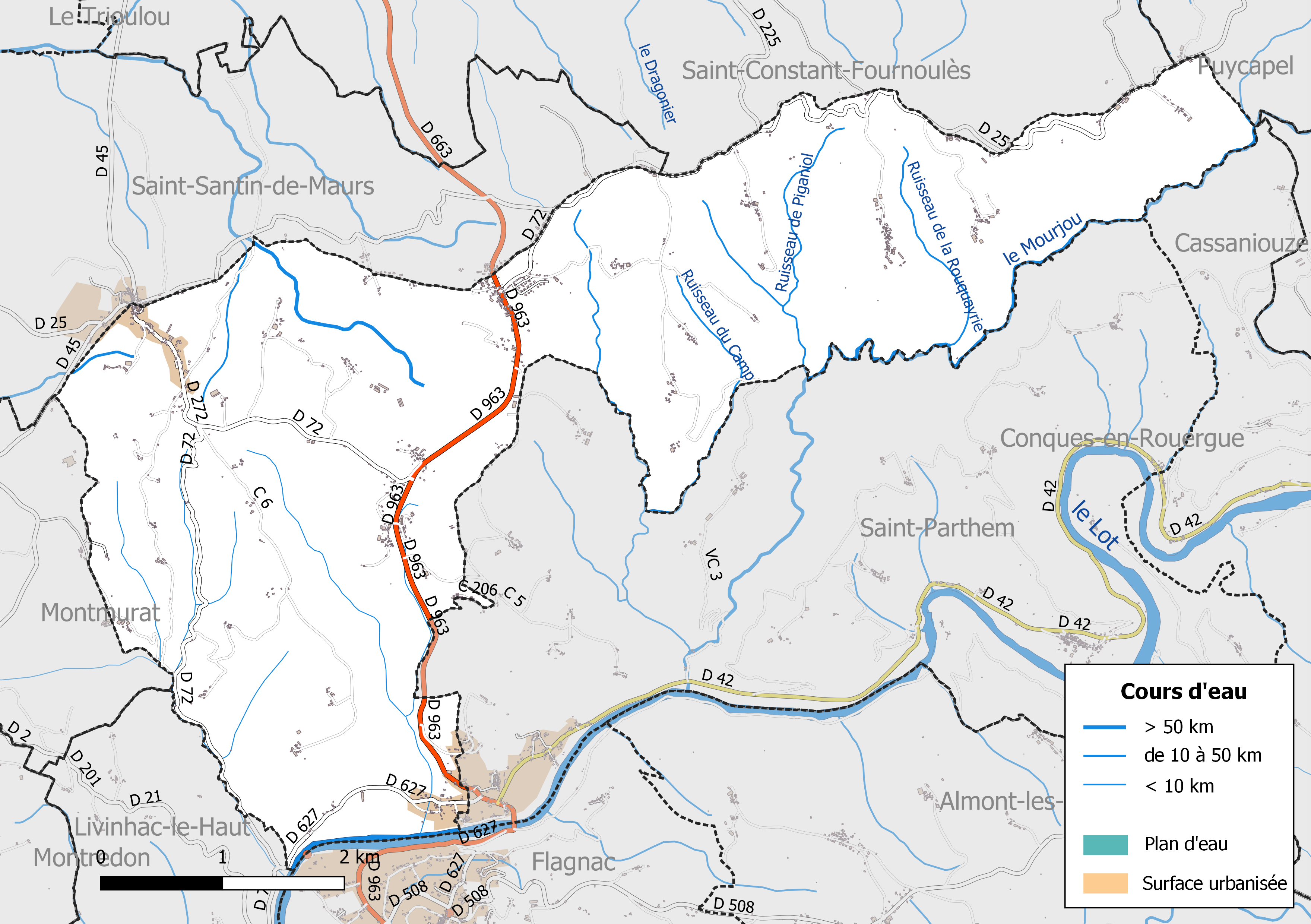
Réseaux hydrographique et routier de Saint-Santin.

La commune est drainée par le Lot, le Mourjou, le Ruisseau d'Aujou, le ruisseau de Laissalles, le ruisseau de la Rouquayrie, le ruisseau de Piganiol, le ruisseau du Camp et par divers petits cours d'eau.
Le Lot prend sa source à 1272 m d’altitude sur la montagne du Goulet (nord du Mont Lozère), dans la commune de Cubières (48), et se jette  dans la Garonne à Monheurt (47), après avoir parcouru 484 km et traversé 129 communes.
Le Mourjou, d'une longueur totale de 12,1 km, prend sa source dans la commune de Cassaniouze et se jette  dans le Lot à Saint-Parthem, après avoir arrosé 5 communes.
Le Ruisseau d'Aujou, d'une longueur totale de 10,3 km, prend sa source dans la commune de Saint-Santin et se jette  dans le Célé à Le Trioulou (15), après avoir arrosé 5 communes.

### Climat
Pour des articles plus généraux, voir Climat de l'Occitanie et Climat de l'Aveyron.
En 2010, le climat de la commune est de type climat océanique altéré, selon une étude s'appuyant sur une série de données couvrant la période 1971-2000. En 2020, Météo-France publie une typologie des climats de la France métropolitaine dans laquelle la commune est exposée à un climat de montagne et est dans la région climatique Ouest et nord-ouest du Massif Central, caractérisée par une pluviométrie annuelle de 900 à 1 500 mm, maximale en automne et en hiver.
Pour la période 1971-2000, la température annuelle moyenne est de 12,3 °C, avec une amplitude thermique annuelle de 15,9 °C. Le cumul annuel moyen de précipitations est de 1 052 mm, avec 11 jours de précipitations en janvier et 6,8 jours en juillet. Pour la période 1991-2020, la température moyenne annuelle observée sur la station météorologique la plus proche, située sur la commune d'Entraygues-sur-Truyère à 28 km à vol d'oiseau, est de 13,3 °C et le cumul annuel moyen de précipitations est de 1 116,3 mm,. Pour l'avenir, les paramètres climatiques de la commune estimés pour 2050 selon différents scénarios d'émission de gaz à effet de serre sont consultables sur un site dédié publié par Météo-France en novembre 2022.

### Milieux naturels et biodiversité
L’inventaire des zones naturelles d'intérêt écologique, faunistique et floristique (ZNIEFF) a pour objectif de réaliser une couverture des zones les plus intéressantes sur le plan écologique, essentiellement dans la perspective d’améliorer la connaissance du patrimoine naturel national et de fournir aux différents décideurs un outil d’aide à la prise en compte de l’environnement dans l’aménagement du territoire.
Le territoire communal de Saint-Santin comprend trois ZNIEFF de type 1, : 
- les « Buttes calcaires du Bassin de Maurs » (1 193 ha), couvrant 4 communes dont 1 dans l'Aveyron, 2 dans le Cantal et 1 dans le Lot[14] ;
- la « Haute vallée du Célé » (681,1 ha), couvrant 4 communes dont 1 dans l'Aveyron et 3 dans le Cantal[15] ;
- la « Rivière Lot (partie Aveyron) » (2 552 ha), couvrant 33 communes dont 30 dans l'Aveyron, 2 dans le Cantal et 1 dans la Lozère[16] ;

et deux ZNIEFF de type 2, : 
- le « Bassin de Maurs et sud de la Chataigneraie » (21 399 ha), qui s'étend sur 23 communes dont 1 dans l'Aveyron, 21 dans le Cantal et 1 dans le Lot[17] ;
- la « Vallée du Lot (partie Aveyron) » (19 239 ha), qui s'étend sur 47 communes dont 39 dans l'Aveyron, 5 dans le Cantal, 2 dans le Lot et 1 dans la Lozère[18].

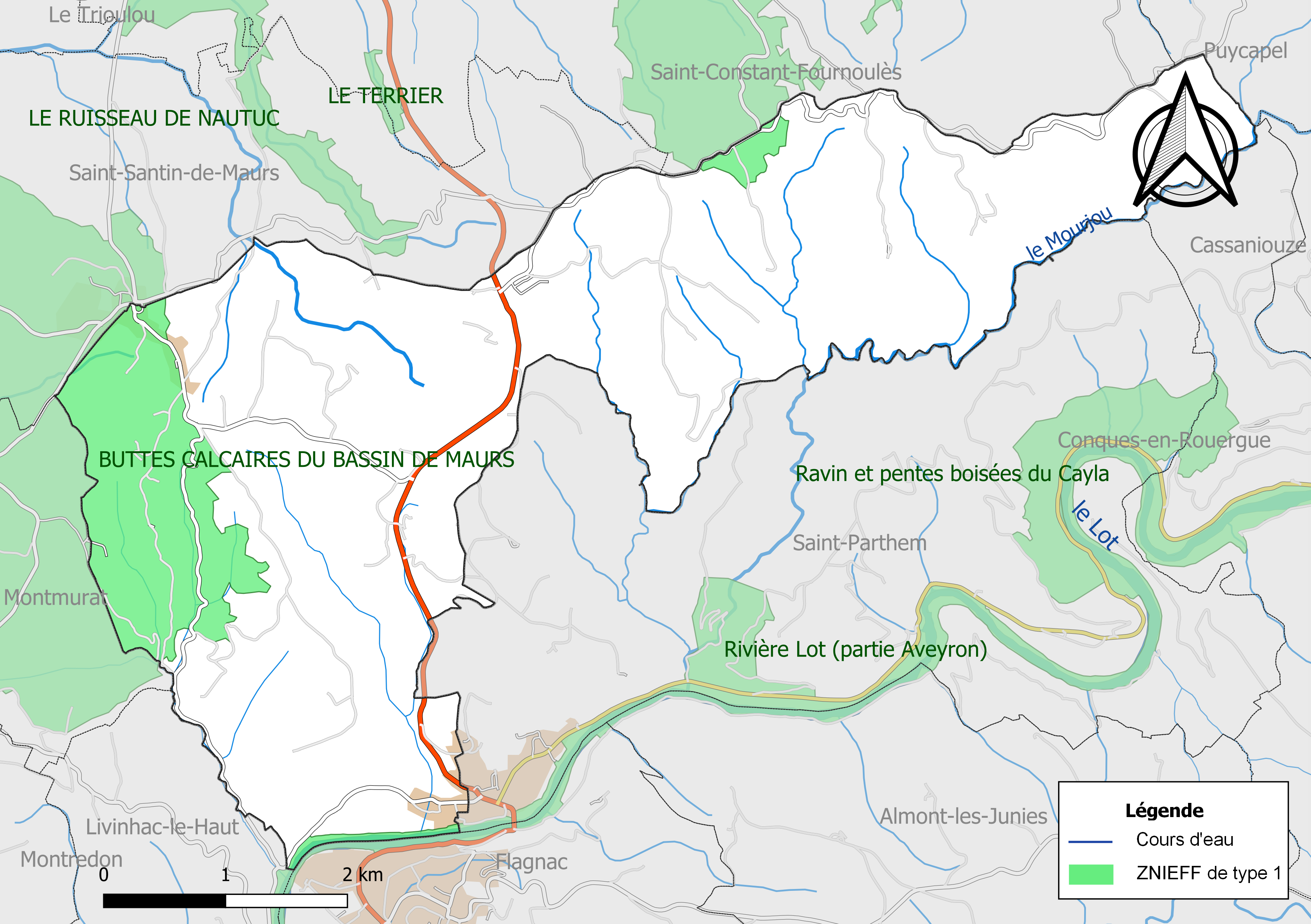
Carte des ZNIEFF de type 1 de la commune.
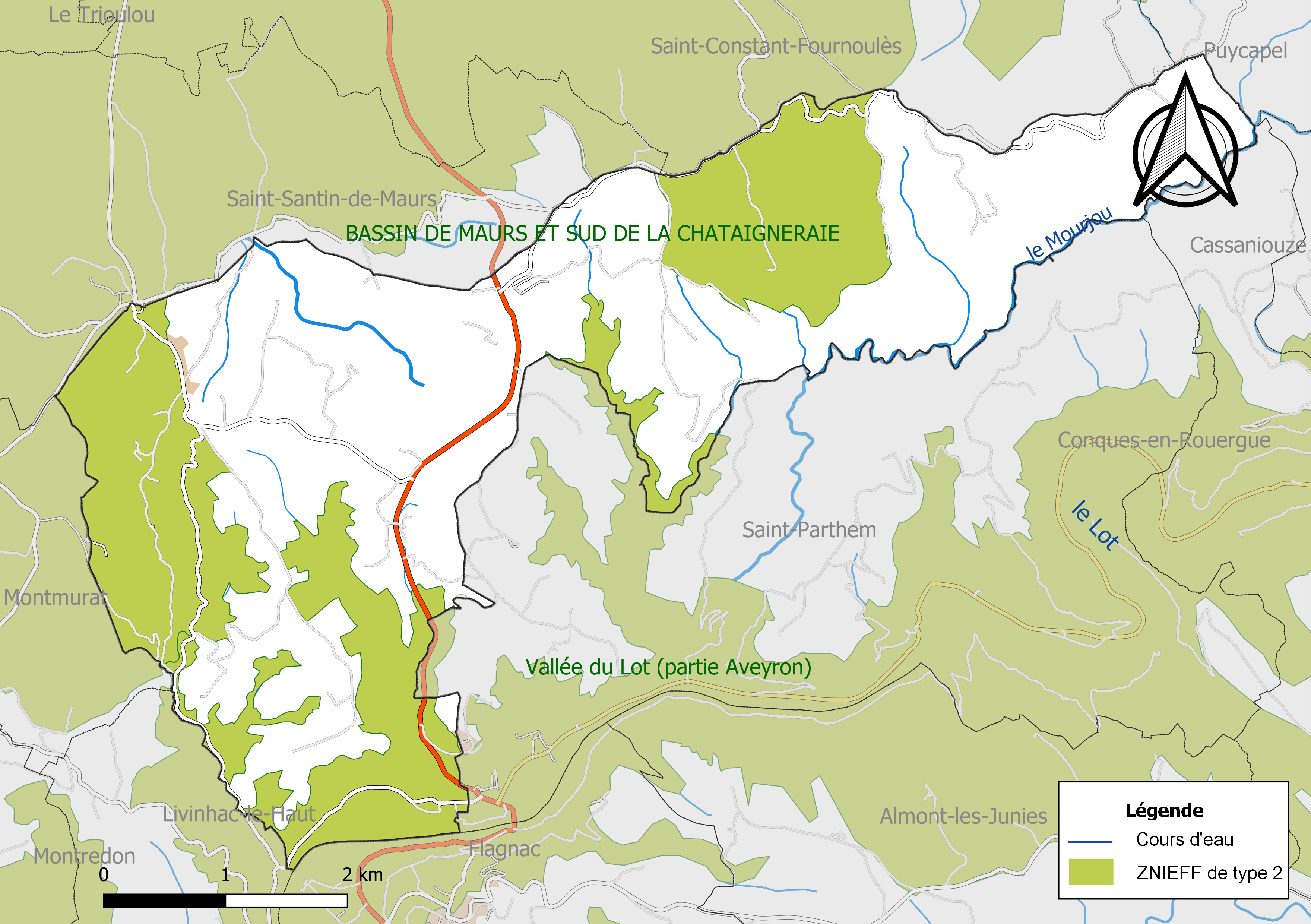
Carte des ZNIEFF de type 2 de la commune.

## Urbanisme

### Typologie
Au 1er janvier 2024, Saint-Santin est catégorisée commune rurale à habitat très dispersé, selon la nouvelle grille communale de densité à sept niveaux définie par l'Insee en 2022.
Elle est située hors unité urbaine. Par ailleurs la commune fait partie de l'aire d'attraction de Decazeville, dont elle est une commune de la couronne,. Cette aire, qui regroupe 12 communes, est catégorisée dans les aires de moins de 50 000 habitants,.

### Occupation des sols

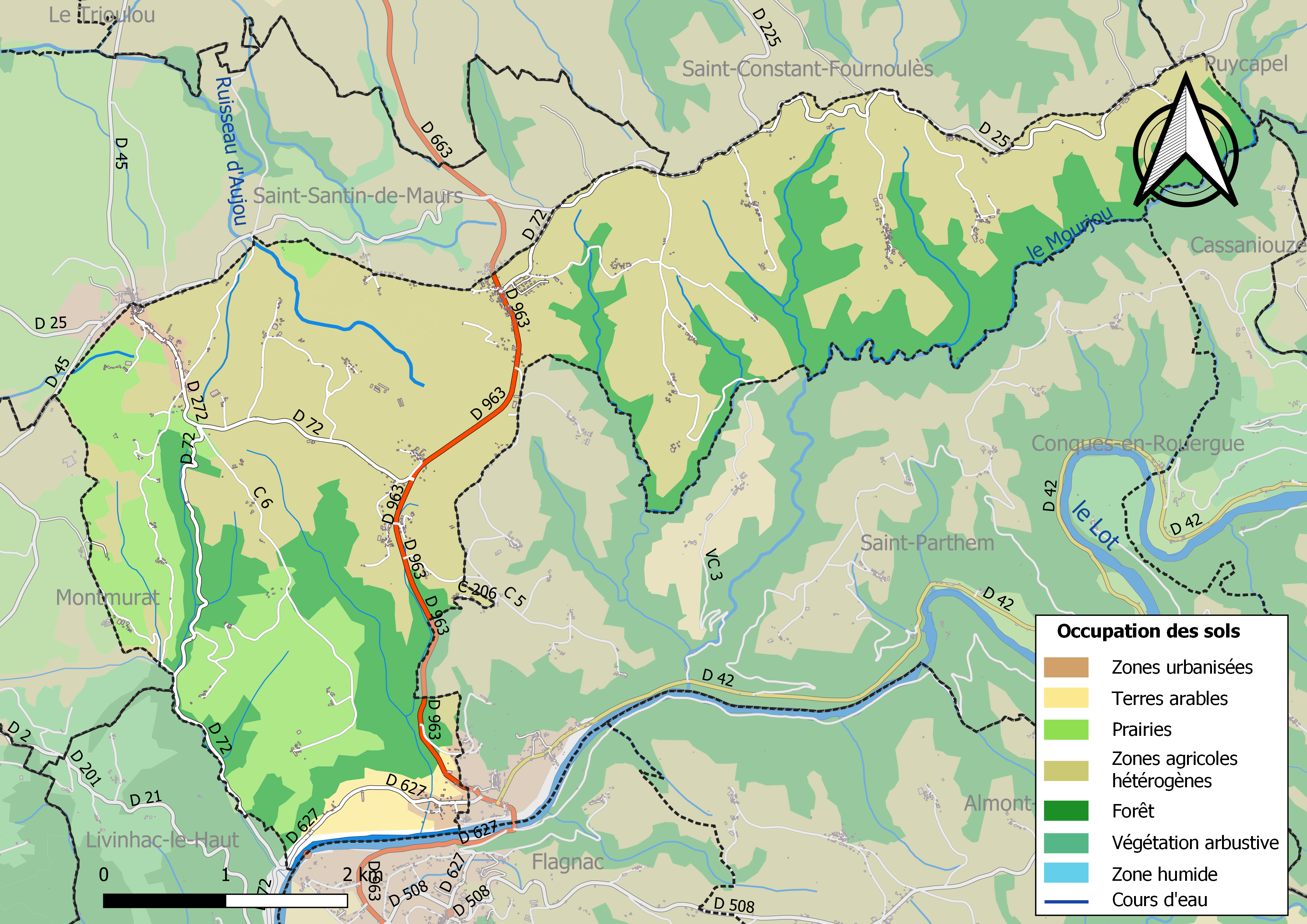
Infrastructures et occupation des sols de la commune de Saint-Santin.

L'occupation des sols de la commune, telle qu'elle ressort de la base de données européenne d’occupation biophysique des sols Corine Land Cover (CLC), est marquée par l'importance des territoires agricoles (71,6 % en 2018), en augmentation par rapport à 1990 (69,2 %). La répartition détaillée en 2018 est la suivante : 
zones agricoles hétérogènes (55,1 %), forêts (25,6 %), prairies (14,7 %), zones urbanisées (2,2 %), terres arables (1,8 %), eaux continentales (0,5 %).

### Planification
La loi SRU du 13 décembre 2000 a incité fortement les communes à se regrouper au sein d’un établissement public, pour déterminer les partis d’aménagement de l’espace au sein d’un SCoT, un document essentiel d’orientation stratégique des politiques publiques à une grande échelle. La commune est dans le territoire du SCoT du Centre Ouest Aveyron  approuvé en février 2020. La structure porteuse est le Pôle d'équilibre territorial et rural Centre Ouest Aveyron, qui associe neuf EPCI, notamment la communauté de communes Decazeville Communauté, dont la commune est membre.
La commune disposait en 2017 d'une carte communale approuvée et un plan local d'urbanisme était en élaboration.

### Risques majeurs
Le territoire de la commune de Saint-Santin est vulnérable à différents aléas naturels : inondations, climatiques (hiver exceptionnel ou canicule), feux de forêts et séisme (sismicité très faible).
Il est également exposé à deux risques technologiques, le transport de matières dangereuses et la rupture d'un barrage, et à un risque particulier, le risque radon,.

#### Risques naturels

Zones inondables de la commune de Saint-Santin.

Certaines parties du territoire communal sont susceptibles d’être affectées par le risque d’inondation par débordement du Lot. Les dernières grandes crues historiques, ayant touché plusieurs parties du département, remontent aux 3 et 4 décembre 2003 (dans les bassins du Lot, de l'Aveyron, du Viaur et du Tarn) et au 28 novembre 2014 (bassins de la Sorgues et du Dourdou). Ce risque est pris en compte dans l'aménagement du territoire de la commune par le biais du Plan de prévention du risque inondation (PPRI) Lot aval, approuvé le 14 décembre 2006.
Le Plan départemental de protection des forêts contre les incendies découpe le département de l’Aveyron en sept « bassins de risque » et définit une sensibilité des communes à l’aléa feux de forêt (de faible à très forte). La commune est classée en sensibilité faible.
Les mouvements de terrains susceptibles de se produire sur la commune sont liés au retrait-gonflement des argiles, conséquence d'un changement d'humidité des sols argileux. Les argiles sont capables de fixer l'eau disponible mais aussi de la perdre en se rétractant en cas de sécheresse. Ce phénomène peut provoquer des dégâts très importants sur les constructions (fissures, déformations des ouvertures) pouvant rendre inhabitables certains locaux. La carte de zonage de cet aléa peut être consultée sur le site de l'observatoire national des risques naturels Georisques

#### Risques technologiques
Le risque de transport de matières dangereuses sur la commune est lié à sa traversée par une route à fort trafic et une canalisation de transport de gaz. Un accident se produisant sur de telles infrastructures est en effet susceptible d’avoir des effets graves au bâti ou aux personnes jusqu’à 350 m, selon la nature du matériau transporté. Des dispositions d’urbanisme peuvent être préconisées en conséquence.
Dans le département de l'Aveyron on dénombre huit grands barrages susceptibles d’occasionner des dégâts en cas de rupture. La commune fait partie des 64 communes susceptibles d’être touchées par l’onde de submersion consécutive à la rupture d’un de ces barrages.

#### Risque particulier
Dans plusieurs parties du territoire national, le radon, accumulé dans certains logements ou autres locaux, peut constituer une source significative d’exposition de la population aux rayonnements ionisants. Toutes les communes du département sont concernées par le risque radon à un niveau plus ou moins élevé. Selon le dossier départemental des risques majeurs du département établi en 2013, la commune de Saint-Santin est classée à risque moyen à élevé. Un décret du 4 juin 2018 a modifié la terminologie du zonage définie dans le code de la santé publique et a été complété par un arrêté du 27 juin 2018 portant délimitation des zones à potentiel radon du territoire français. La commune est désormais en zone 3, à savoir zone à potentiel radon significatif.

## Politique et administration

### Découpage territorial
La commune de Saint-Santin est membre de la communauté de communes Decazeville Communauté, un établissement public de coopération intercommunale (EPCI) à fiscalité propre créé le 1er janvier 2017 dont le siège est à Decazeville. Ce dernier est par ailleurs membre d'autres groupements intercommunaux.
Sur le plan administratif, elle est rattachée à l'arrondissement de Villefranche-de-Rouergue, au département de l'Aveyron et à la région Occitanie. Sur le plan électoral, elle dépend du  canton de Lot et Dourdou pour l'élection des conseillers départementaux, depuis le redécoupage cantonal de 2014 entré en vigueur en 2015, et de la deuxième circonscription de l'Aveyron  pour les élections législatives, depuis le dernier découpage électoral de 2010.

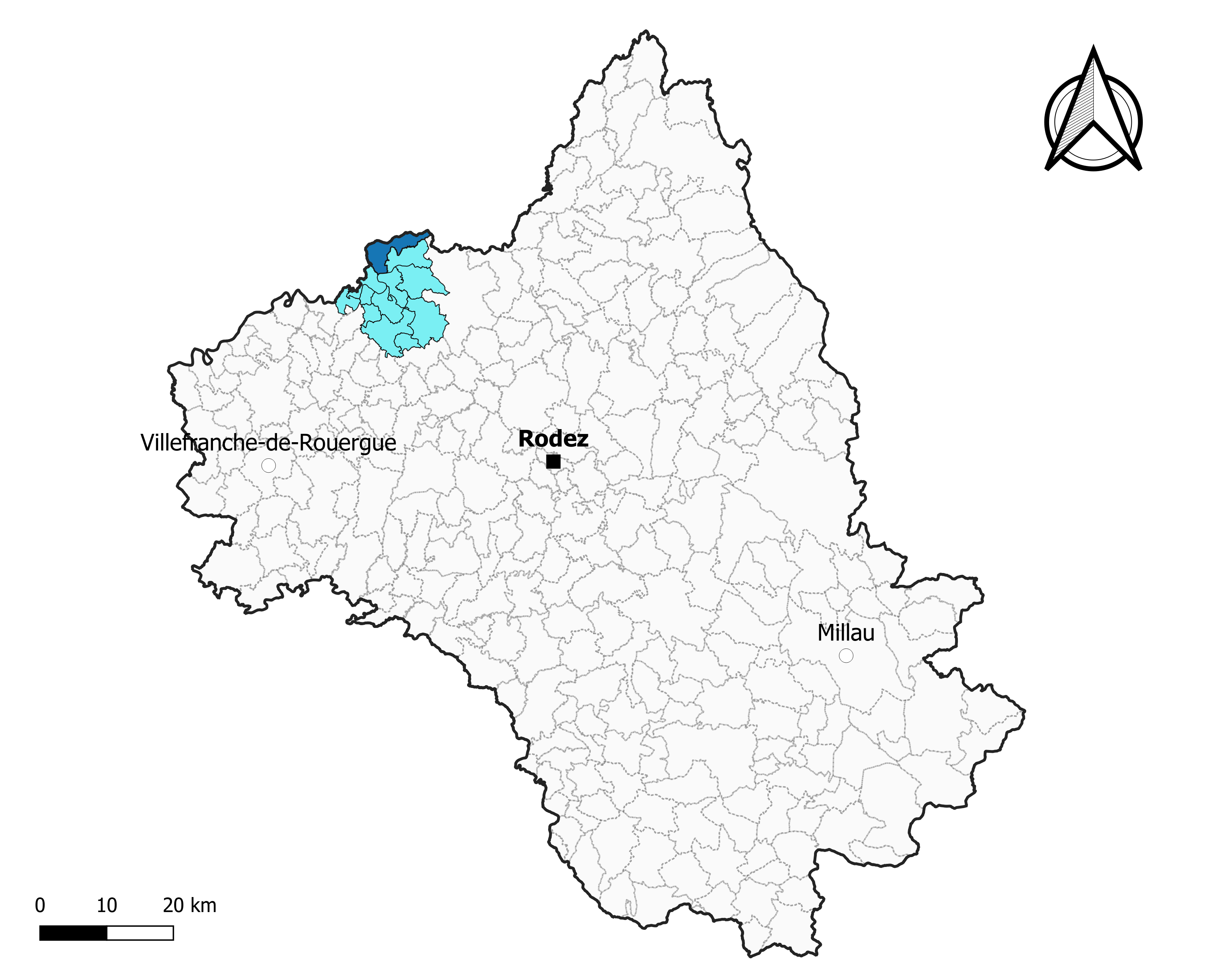
Saint-Santin dans l'intercommunalité en 2020.
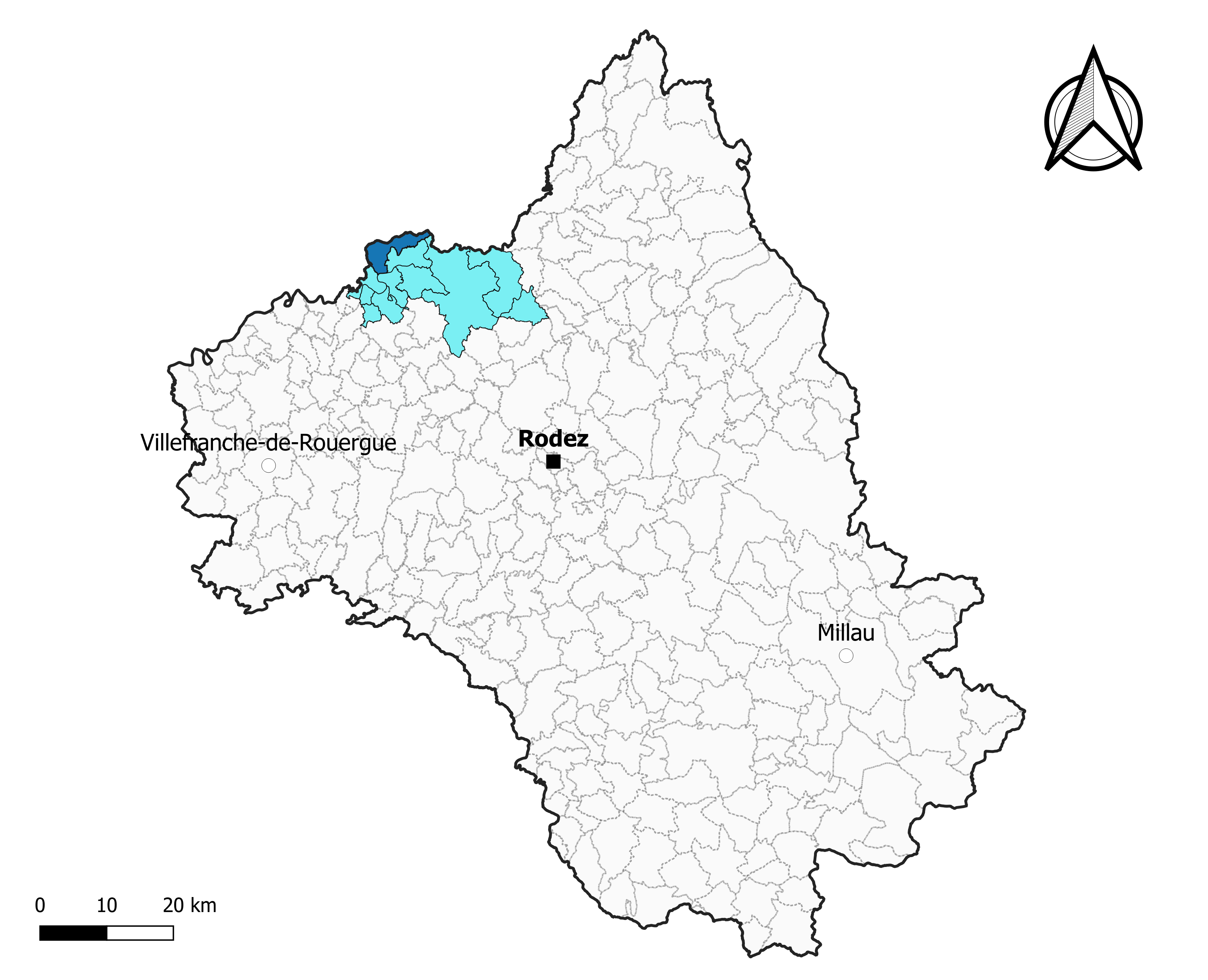
Saint-Santin dans le canton de Lot et Dourdou en 2020.
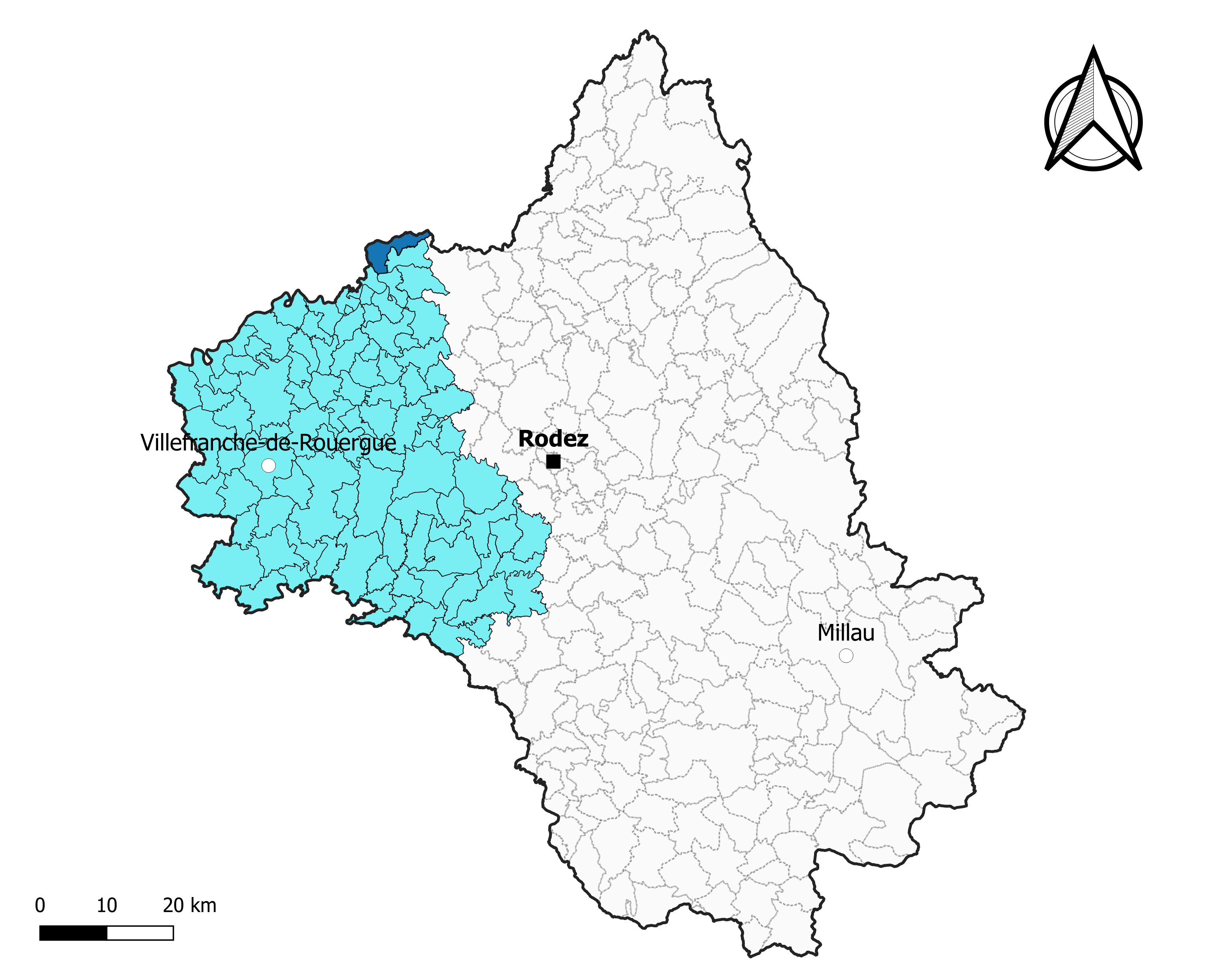
Saint-Santin dans l'arrondissement de Villefranche-de-Rouergue en 2020.

### Élections municipales et communautaires

#### Élections de 2020
Le conseil municipal de Saint-Santin, commune de moins de 1 000 habitants, est élu au scrutin majoritaire plurinominal à deux tours avec candidatures isolées ou groupées et possibilité de panachage. Compte tenu de la population communale, le nombre de sièges à pourvoir lors des élections municipales de 2020 est de 15. La totalité des quinze candidats en lice est élue dès le premier tour, le 15 mars 2020, avec un taux de participation de 64,35 %.
Michèle Couderc, maire sortante, est réélue pour un nouveau mandat le 25 mai 2020.
Dans les communes de moins de 1 000 habitants, les conseillers communautaires sont désignés parmi les conseillers municipaux élus en suivant l’ordre du tableau (maire, adjoints puis conseillers municipaux) et dans la limite du nombre de sièges attribués à la commune au sein du conseil communautaire. Un siège est attribué à la commune au sein de la communauté de communes Decazeville Communauté.

#### Liste des maires
| Période                                  | Période  | Identité         | Étiquette | Qualité                                   |
| ---------------------------------------- | -------- | ---------------- | --------- | ----------------------------------------- |
| Les données manquantes sont à compléter. |          |                  |           |                                           |
| 1989                                     | 2014     | Raymond Bos      |           |                                           |
| mars 2014                                | En cours | Michèle Couderc, |           | Chef d'entreprise de dix salariés ou plus |

## Démographie
L'évolution du nombre d'habitants est connue à travers les recensements de la population effectués dans la commune depuis 1793. Pour les communes de moins de 10 000 habitants, une enquête de recensement portant sur toute la population est réalisée tous les cinq ans, les populations de référence des années intermédiaires étant quant à elles estimées par interpolation ou extrapolation. Pour la commune, le premier recensement exhaustif entrant dans le cadre du nouveau dispositif a été réalisé en 2005.

En 2022, la commune comptait 517 habitants, en évolution de −7,68 % par rapport à 2016 (Aveyron : +0,37 %, France hors Mayotte : +2,11 %).
| 1793 | 1800 | 1821 | 1831  | 1836  | 1841  | 1846  | 1851  | 1856  |
| ---- | ---- | ---- | ----- | ----- | ----- | ----- | ----- | ----- |
| 561  | 407  | 820  | 1 088 | 1 190 | 1 221 | 1 172 | 1 197 | 1 166 |

| 1861  | 1866  | 1872  | 1876  | 1881  | 1886  | 1891  | 1896  | 1901  |
| ----- | ----- | ----- | ----- | ----- | ----- | ----- | ----- | ----- |
| 1 144 | 1 155 | 1 138 | 1 203 | 1 195 | 1 151 | 1 063 | 1 066 | 1 054 |

| 1906 | 1911 | 1921 | 1926 | 1931 | 1936 | 1946 | 1954 | 1962 |
| ---- | ---- | ---- | ---- | ---- | ---- | ---- | ---- | ---- |
| 987  | 913  | 824  | 840  | 792  | 807  | 716  | 689  | 708  |

| 1968 | 1975 | 1982 | 1990 | 1999 | 2005 | 2006 | 2010 | 2015 |
| ---- | ---- | ---- | ---- | ---- | ---- | ---- | ---- | ---- |
| 696  | 664  | 643  | 575  | 534  | 569  | 569  | 546  | 561  |

| 2020 | 2022 | - | - | - | - | - | - | - |
| ---- | ---- | - | - | - | - | - | - | - |
| 530  | 517  | - | - | - | - | - | - | - |

## Économie

### Revenus
En 2018  (données Insee publiées en septembre 2021), la commune compte 234 ménages fiscaux, regroupant 514 personnes. La médiane du revenu disponible par unité de consommation est de 20 670 € (20 640 € dans le département).

### Emploi
| Division       | 2008  | 2013  | 2018  |
| -------------- | ----- | ----- | ----- |
| Commune        | 2,2 % | 4 %   | 5,5 % |
| Département    | 5,4 % | 7,1 % | 7,1 % |
| France entière | 8,3 % | 10 %  | 10 %  |

En 2018, la population âgée de 15 à 64 ans s'élève à 321 personnes, parmi lesquelles on compte 82,3 % d'actifs (76,8 % ayant un emploi et 5,5 % de chômeurs) et 17,7 % d'inactifs,. Depuis 2008, le taux de chômage communal (au sens du recensement) des 15-64 ans est inférieur à celui de la France et du département.
La commune fait partie de la couronne de l'aire d'attraction de Decazeville, du fait qu'au moins 15 % des actifs travaillent dans le pôle,. Elle compte 115 emplois en 2018, contre 130 en 2013 et 108 en 2008. Le nombre d'actifs ayant un emploi résidant dans la commune est de 253, soit un indicateur de concentration d'emploi de 45,7 % et un taux d'activité parmi les 15 ans ou plus de 55,9 %.
Sur ces 253 actifs de 15 ans ou plus ayant un emploi, 77 travaillent dans la commune, soit 31 % des habitants. Pour se rendre au travail, 86,5 % des habitants utilisent un véhicule personnel ou de fonction à quatre roues, 8,5 % s'y rendent en deux-roues, à vélo ou à pied et 4,9 % n'ont pas besoin de transport (travail au domicile).

### Activités hors agriculture

#### Secteurs d'activités
38 établissements sont implantés  à Saint-Santin au 31 décembre 2019. Le tableau ci-dessous en détaille le nombre par secteur d'activité et compare les ratios avec ceux du département,.
| Secteur d'activité                                                                                        | Commune | Commune | Département |
| Secteur d'activité                                                                                        | Nombre  | %       | %           |
| --- | ------- | ------- | ----------- |
| Ensemble                                                                                                  | 38      |         |             |
| Industrie manufacturière, industries extractives et autres                                                | 14      | 36,8 %  | (17,7 %)    |
| Construction                                                                                              | 5       | 13,2 %  | (13 %)      |
| Commerce de gros et de détail, transports, hébergement et restauration                                    | 8       | 21,1 %  | (27,5 %)    |
| Information et communication                                                                              | 1       | 2,6 %   | (1,5 %)     |
| Activités spécialisées, scientifiques et techniques et activités de services administratifs et de soutien | 6       | 15,8 %  | (12,4 %)    |
| Administration publique, enseignement, santé humaine et action sociale                                    | 2       | 5,3 %   | (12,7 %)    |
| Autres activités de services                                                                              | 2       | 5,3 %   | (7,8 %)     |

Le secteur de l'industrie manufacturière, des industries extractives et autres est prépondérant sur la commune puisqu'il représente 36,8 % du nombre total d'établissements de la commune (14 sur les 38 entreprises implantées  à Saint-Santin), contre 17,7 % au niveau départemental.

#### Entreprises
Les quatre entreprises ayant leur siège social sur le territoire communal qui génèrent le plus de chiffre d'affaires en 2020 sont : 
- France Lamelles Production Innovation - FLPI, sciage et rabotage du bois, hors imprégnation (1 324 k€)
- Le Vialenq - Figeac, activités de soutien aux cultures (513 k€)
- Developpement Bois, travaux de menuiserie bois et PVC (507 k€)
- Pons Lavage, entretien et réparation de véhicules automobiles légers (40 k€)

### Agriculture
La commune est dans la « Viadène et vallée du Lot », une petite région agricole occupant le nord-ouest du département de l'Aveyron. En 2020, l'orientation technico-économique de l'agriculture  sur la commune est la polyculture et/ou le polyélevage.
|               | 1988  | 2000  | 2010  | 2020  |
| ------------- | ----- | ----- | ----- | ----- |
| Exploitations | 89    | 65    | 51    | 38    |
| SAU (ha)      | 2 072 | 2 389 | 2 397 | 2 462 |

Le nombre d'exploitations agricoles en activité et ayant leur siège dans la commune est passé de 89 lors du recensement agricole de 1988  à 65 en 2000 puis à 51 en 2010 et enfin à 38 en 2020, soit une baisse de 57 % en 32 ans. Le même mouvement est observé à l'échelle du département qui a perdu pendant cette période 51 % de ses exploitations,. La surface agricole utilisée sur la commune a quant à elle augmenté, passant de 2 072 ha en 1988 à 2 462 ha en 2020. Parallèlement la surface agricole utilisée moyenne par exploitation a augmenté, passant de 23 à 65 ha.

## Culture locale et patrimoine

### Lieux et monuments
- Église Saint-Pierre de Saint-Santin.

### Personnalités liées à la commune
L'écrivain Jean Anglade s’est inspiré de la situation particulière du village et de l'émulation ancestrale entre Cantaliens et Aveyronnais pour écrire son roman Un souper de neige se déroulant dans le village de Saint-Coutain. La photo de couverture présente le bourg de Saint-Santin avec ses deux églises.